# Cyrtopholis meridionalis
Cyrtopholis meridionalis är en spindelart som först beskrevs av Eugen von Keyserling 1891.  Cyrtopholis meridionalis ingår i släktet Cyrtopholis och familjen fågelspindlar. Inga underarter finns listade i Catalogue of Life.